# Larissa Perekrestova
 (avril 2024).
 (avril 2024).
La mise en forme du texte ne suit pas les recommandations de Wikipédia : il faut le « wikifier ».
Les points d'amélioration suivants sont les cas les plus fréquents. Le détail des points à revoir est peut-être précisé sur la page de discussion.
- Les titres sont pré-formatés par le logiciel. Ils ne sont ni en capitales, ni en gras.
- Le texte ne doit pas être écrit en capitales (les noms de famille non plus), ni en gras, ni en italique, ni en « petit »…
- Le gras n'est utilisé que pour surligner le titre de l'article dans l'introduction, une seule fois.
- L'italique est rarement utilisé : mots en langue étrangère, titres d'œuvres, noms de bateaux, etc.
- Les citations ne sont pas en italique mais en corps de texte normal. Elles sont entourées par des guillemets français : « et ».
- Les listes à puces sont à éviter, des paragraphes rédigés étant largement préférés. Les tableaux sont à réserver à la présentation de données structurées (résultats, etc.).
- Les appels de note de bas de page (petits chiffres en exposant, introduits par l'outil «  Source ») sont à placer entre la fin de phrase et le point final[comme ça].
- Les liens internes (vers d'autres articles de Wikipédia) sont à choisir avec parcimonie. Créez des liens vers des articles approfondissant le sujet. Les termes génériques sans rapport avec le sujet sont à éviter, ainsi que les répétitions de liens vers un même terme.
- Les liens externes sont à placer uniquement dans une section « Liens externes », à la fin de l'article. Ces liens sont à choisir avec parcimonie suivant les règles définies. Si un lien sert de source à l'article, son insertion dans le texte est à faire par les notes de bas de page.
- La présentation des références doit suivre les conventions bibliographiques. Il est recommandé d'utiliser les modèles {{Ouvrage}}, {{Chapitre}}, {{Article}}, {{Lien web}} et/ou {{Bibliographie}}. Le mode d'édition visuel peut mettre en forme automatiquement les références.
- Insérer une infobox (cadre d'informations à droite) n'est pas obligatoire pour parachever la mise en page.

Pour une aide détaillée, merci de consulter Aide:Wikification.
Si vous pensez que ces points ont été résolus, vous pouvez retirer ce bandeau et améliorer la mise en forme d'un autre article.
Larissa Perekrestova, née le 10 mai 1974 à Odessa en Ukraine, est une artiste multidisciplinaire renommée. Elle est principalement reconnue pour son expertise dans les domaines de la mosaïque, de la peinture et de la sculpture.
Larissa a remporté le 1er Prix de peinture à Kiev à l'âge de 11 ans. Elle a ensuite étudié à l'école spéciale d'art Gregov d'Odessa et à l'Académie des Beaux-arts d'Athènes. Installée en France depuis 1997, elle est connue pour ses œuvres monumentales, notamment la mosaïque "La vie de Saint-Jacques-de-Compostelle" à la Basilique Notre-Dame de Fourvière à Lyon. Larissa Perekrestova est reconnue pour sa maîtrise de la gamme chromatique et sa capacité à synthétiser les époques artistiques.

## Biographie
Larissa Perekrestova a commencé sa formation artistique très tôt. À l'âge de 8 ans, elle a intégré la prestigieuse école des Beaux-arts de B. Grekov, où elle a remporté le 1er Prix de peinture à Kiev pour son portrait de son arrière-grand-mère, la comtesse Gousieva. Elle a ensuite poursuivi ses études à l'école supérieure des Beaux-arts de B. Grekov d'Odessa, où elle a été major de sa promotion en tant que professeur de dessin et de peinture.
Après avoir perfectionné ses compétences en sculpture et en mosaïque à l'Académie de Beaux-arts d'Odessa, ainsi qu'à l'Académie de Beaux-arts d'Athènes, Larissa Perekrestova s'est installée à Marseille en France en 1997.

### Parcours académique
1982-1988 : École prestigieuse des Beaux-arts de B. Grekov à Odessa.
1986 : Remporte le 1er Prix de peinture à Kiev.
1988-1993 : École supérieure des Beaux-arts de B. Grekov d’Odessa.
1993-1996 : Perfectionnement en sculpture et mosaïque à l’Académie de Beaux-arts d’Odessa.
1996-1997 : Perfectionnement en sculpture et mosaïque à l’Académie de Beaux-arts d’Athènes.
1997 : Installation en France 
1998 : Obtention du Grand prix de l'Académie des sciences, Arts et lettres de Marseille.
2007 : Obtention du diplôme de Doctorat Histoire de l'Art.

## Œuvre et Reconnaissance
Larissa Perekrestova est largement reconnue pour ses réalisations artistiques remarquables, notamment dans le domaine de la mosaïque monumentale. En 1998, elle a installé sa première mosaïque monumentale, "l'Hymne à la Vierge Marie Enfant", à la Basilique de Fourvière à Lyon. Cette œuvre lui a valu le prix de l'art décoratif au Salon de Printemps à Lyon.
Parmi ses autres réalisations notables, on compte la mosaïque "Histoire de France" commandée par le Président d'Ukraine, ainsi que la mosaïque "Danse des Nymphes" pour le Château Lamothe à Monein dans les Pyrénées.
Larissa Perekrestova a également été honorée pour ses contributions à l'art et à la culture. En 1998, elle a été lauréate de l'Académie des Sciences, Belles-Lettres et Arts de Marseille pour sa mosaïque "Histoire de France".

### Œuvres principales
1.   Mosaïque "Hymne à la Vierge Marie Enfant"   (1998) - Basilique de Fourvière à Lyon.
2.   Mosaïque "Histoire de France"   (1998) - Commandée par le Président d'Ukraine, réalisée pour sa visite officielle en France.
3.   Mosaïque "Danse des Goélands"   (1999) - Exposée au Salon des Indépendants, au Salon des artistes Français à Paris et à Cannes.
4.   Mosaïque "Danse des Nymphes"   (2000) - Réalisée pour le Château Lamothe à Monein dans les Pyrénées.
5.   Mosaïque "La vie de Saint-Jacques-de-Compostelle"   (2003) - Basilique de Fourvière à Lyon.
6.   Mosaïque "Saint Nicolas"   (2003) - Cathédrale de Monaco.
7.   Mosaïque "Notre-Dame de Vladimir"   (2004) - Sainte Laure de Petchersk à Kiev.
8.   Mosaïque "Le construction de l'Univers"   (2007) - Réalisée pour exposition au Centre Pompidou.
9.   Mosaïque "Armes et Monogramme de la Principauté de Monaco"   (2008) - Cathédrale de Monaco.
10.   Mosaïque "Les pensées positives et créatives"   (2008) - Exposée au Centre Pompidou.

## Engagements et Projets
L'artiste s'engage activement dans la transmission de son savoir et de son expérience artistique. Elle a fondé l'Association Internationale "Optimisme dans l'Art", où elle occupe le poste de Directrice artistique. Son objectif est de superviser la réalisation de différents projets artistiques et manifestations culturelles.
Larissa Perekrestova est également une enseignante passionnée. Elle propose des cours d'initiation à la mosaïque, à la peinture et à la sculpture dans plusieurs lieux en France, notamment à Marseille et à Aubagne.

## Expositions et Réalisations Internationales
Larissa Perekrestova a participé à de nombreuses expositions en France et à l'étranger, notamment à Paris, Lyon, Cannes, et Odessa. Ses œuvres sont présentes dans de grandes collections privées françaises et étrangères, ainsi que dans des lieux publics prestigieux tels que la Basilique de Fourvière à Lyon et la Cathédrale de Monaco.
Elle a également réalisé des projets artistiques pour des institutions renommées telles que le Centre Pompidou à Paris et le Mucem à Marseille.